# 并蒂莲

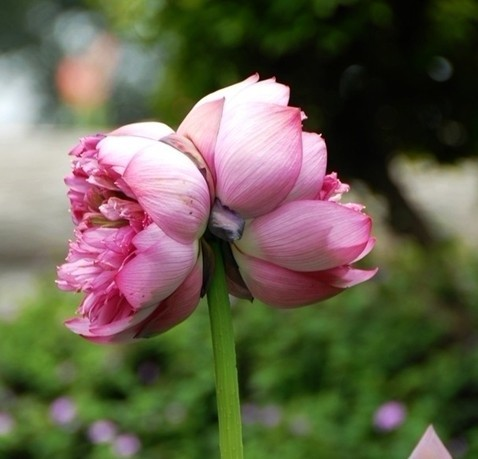
并蒂莲

并蒂莲是一种原产于中国的千瓣莲類莲花，它的莖上長著兩朵花，而大多莲花莖上只長著一朵花。在中国传统文化中，并蒂莲被认为是善良和美丽的化身。 